# Volo senza ritorno
Volo senza ritorno (titolo originale One of our aircraft is missing) è un film di guerra in bianco e nero del 1942, diretto da Michael Powell e Emeric Pressburger, la cui trama si svolge prevalentemente nei Paesi Bassi occupati dai tedeschi durante la seconda guerra mondiale.
Benché sia considerato un film di propaganda e realizzato sotto l'egida del Ministero dell'Informazione del Regno Unito quale parte di una serie di film specificatamente dedicati a tenere alto il morale nel Regno Unito durante la seconda guerra mondiale, esso è stato elevato, dai valori della vicenda e della produzione, al di sopra della comune sciovinistica offerta. Oggi, Volo senza ritorno è considerato uno dei "migliori film britannici del periodo".
Un capovolgimento della trama del precedente film di Powell e Pressburger, Gli invasori - 49º parallelo (1941), One of Our Aircraft Is Missing vede il tentativo dei britannici paracadutatisi da un velivolo colpito di fuggire con l'aiuto di alcuni personaggi locali. Nel film 49º parallelo, i tedeschi bloccati in Canada discutevano e litigavano fra loro, mentre gli avieri britannici in questo film operano bene insieme nella parte di una squadra. 

## Trama
L'equipaggio di un bombardiere della RAF Vickers Wellington è costretto ad abbandonare il proprio velivolo paracadutandosi sui Paesi Bassi vicino allo Zuider Zee, dopo che uno dei motori del loro velivolo era stato danneggiato durante un raid notturno su Stoccarda. Cinque dei sei avieri a terra si ritrovano mentre il sesto risulta mancante. 
I primi cittadini olandesi che incontrano, con a capo l'insegnante scolastico di lingua inglese Else Meertens, sono a prima vista sospettosi, poiché non hanno notizia di alcun aereo caduto nei Paesi Bassi (il bombardiere abbandonato effettivamente raggiunge il cielo inglese prima di cadere). Dopo lunghe discussioni e qualche screzio, gli olandesi concordano di aiutarli, nonostante temano le rappresaglie tedesche.
Accompagnati da alcuni degli olandesi, gli aviatori travestiti, al comando dei piloti, si recano in bicicletta attraverso la campagna a una partita di calcio dove vengono accompagnati presso il sindaco del paese. Con grande sorpresa essi scoprono che il membro del loro equipaggio che mancava, stava giocando per una delle due squadre. Riunitisi, si nascondono in un autocarro che trasporta provviste a Jo de Vries.
De Vries finge di essere germanofila, lamentandosi degli inglesi che avevano ucciso suo marito durante un bombardamento (mentre egli in effetti si trova in Inghilterra, ove lavora nella parte di annunciatore radiofonico). Lei li nasconde in casa sua nonostante i Tedeschi abbiano in paese una guarnigione. Approfittando di un'incursione aerea, li conduce ad una barca a remi. Gli uomini remano verso il mare, ma una sentinella su un ponte infine li scorge e dalla sparatoria che ne segue una pallottola ferisce seriamente il più anziano di loro, Sir George Corbett. Ciò non di meno, essi raggiungono il Mare del Nord.
Trovano rifugio in una boa di salvataggio tedesca, dove prendono prigionieri due aviatori nemici feriti, ma non prima che uno dei due riesca inviare un messaggio radio. Casualmente, giungono prima due imbarcazioni britanniche. Poiché Corbett non può essere spostato, essi semplicemente trascinano la boa indietro verso l'Inghilterra. Tre mesi dopo, egli è completamente guarito, e l'equipaggio s'imbarca sul loro nuovo bombardiere pesante, un quadrimotore Short Stirling.

## Cast
In ordine di comparsa sullo schermo: 
- Hugh Burden nella parte di John Glyn Haggard, pilota del B per Bertie
- Eric Portman nella parte di Tom Earnshaw, secondo pilota
- Hugh Williams nella parte di Frank Shelley, osservatore/navigatore
- Emrys Jones nella parte di Bob Dihley, operatore radio
- Bernard Miles nella parte di Geoff Hickman, mitragliere di prua
- Godfrey Tearle nella parte di Sir George Corbett, mitragliere di poppa
- Googie Withers nella parte di Jo de Vries
- Joyce Redman nella parte di Jet van Dieren
- Pamela Brown nella parte di Els Meertens
- Peter Ustinov nella parte del prete
- Alec Clunes nella parte dell'organista
- Hay Petrie nella parte del borgomastro
- Roland Culver nella parte di ufficiale di marina
- David Ward nella parte del primo aviere tedesco
- Robert Duncan nella parte del secondo aviere tedesco
- Selma Vaz Dias nella parte della moglie del borgomastro (Selma Van Dias)
- Arnold Marlé nella parte di Pieter Sluys
- Robert Helpmann nella parte di De Jong
- Hector Abbas nella parte di Driver
- James B. Carson nella parte di Louis
- Willem Akkerman nella parte di Willem
- Joan Akkerman nella parte di Maartje
- Peter Schenke nella parte di Hendrik
- Valerie Moon nella parte di Jannie
- John Salew nella parte della sentinella tedesca
- William D'Arcy nella parte dell'ufficiale tedesco
- Robert Beatty nella parte del sergente Hopkins
- Michael Powell nella parte dell'ufficiale alle trasmissioni (anche direttore-produttore)
- Stewart Rome nella parte del commodoro Reynold

## Produzione
Il titolo "One of Our Aircraft Is Missing" proviene da una frase che fu spesso udita nei rapporti contemporanei nel Regno Unito dopo un'incursione di propri bombardieri "uno [o spesso più] dei nostri aerei non è tornato", che in origine fungeva da titolo della proiezione ma fu poi modificato in una forma meno deprimente. Benché il film non fosse stato ancora completamente sviluppato al momento della produzione, Powell lo considerò "mezzo-terminato ... esso rimase (in quel modo) per gran parte della produzione." Uno dei motivi delle continue revisioni apportate alla proiezione furono i numerosi progressi tecnologici che si verificavano nel corso della guerra. 
L'Ammiragliato informò i produttori e i registi dell'uso di "lobster pots" (lett.: pentole di granchi), piattaforme di acciaio galleggianti, fino al momento ignote al pubblico, che erano state ancorate nel Mare del Nord per facilitare il recupero di aviatori caduti. Quando Powell apprese questa innovazione, riscrisse apertamente la sceneggiatura per includere questi rifugi quali mezzi per portare a salvamento gli equipaggi.
Tra gli attori che furono scritturati per il film vi erano riconosciuti talenti del palcoscenico e dello schermo quali Eric Portman, Hugh Williams e Godfrey Tearle, e anche nuovi attori, tra cui Peter Ustinov, che fece qui il suo esordio. Sebbene il film fosse principalmente centrato su ruoli maschili, Powell incoraggiò Pressburger a creare un numero significativo di personaggi femminili. Il risultato fu ottimo, con ruoli per Pamela Brown e Googie Withers nelle parti di donne leader della Resistenza olandese. I principali capi, Hugh Burden, Eric Portman, Hugh Williams, Emrys Jones, Bernard Miles e Godfrey Tearle, formavano l'equipaggio di "B for Bertie" e si presentavano con i loro ruoli a bordo del bombardiere in una sequenza progressiva filmata, nella parte degli interni del velivolo, in una carlinga di Vickers Wellington fornita dalla RAF, con apparati funzionanti, quali luci e torrette alimentate elettricamente.
Per mantenere un'aura di autenticità, furono filmati veri bombardieri operativi della RAF, ma le scene aeree del bombardamento di Stoccarda furono create usando un modello in larga scala nei Riverside Studios di Hammersmith. Il modello gigante di Wellington occupava effettivamente l'intero pavimento dello studio e fu equipaggiato con luci e adattato per effetti speciali, esplosioni incluse. Sullo schermo, l'effetto fu impressionante e ripeté realisticamente i
le missioni di volo e di bombardamento presentate all'inizio del film.
Gran parte delle sequenze esterne nei Paesi Bassi furono girate a Boston, nel Lincolnshire, con buona parte della segnaletica stradale della città visibile, ad esempio, Shodfriars Quay e il ponte girevole della ferrovia.
In particolare, non vi è colonna musicale poiché Powell deliberatamente si adoperò per il "naturalismo", contando sui suoni naturali che sarebbero stati uditi nella realtà dai protagonisti della storia. Comunque, si sente durante il film l'inno nazionale olandese, Het Wilhelmus, quale parte della campagna di resistenza passiva da parte della popolazione, e il film termina con lo stemma dei Paesi Bassi sullo schermo mentre il brano iniziale dell'inno è cantato da un coro.
Nella versione destinata agli Stati Uniti, One of Our Aircraft Is Missing fu "tagliato" di 20 minuti.

## Accoglienza

### Allo sportello
Secondo Kinematograph Weekly il film fu uno dei più popolari al botteghino britannico nel 1942, dopo Mrs Miniver, First of the Few, How Green was My Valley, Reap the Wild Wind, Holiday Inn, Captains of the Clouds e Sergeant York e prima di Hatter's Castle e Young Mr Pitt.

### Riconoscimenti
Michael Powell ed Emeric Pressburger furono nominati all'Academy Award con l'Oscar alla migliore sceneggiatura originale e Ronald Neame (fotografia) e C. C. Stevens (suono) per Best Effects, Special Effects. La candidatura (nomination) di Powell è stata la sua unica all'Academy Award; Pressburger vinse un Academy Award per Gli invasori - 49º parallelo (49th Parallel) e una candidatura per Scarpette rosse (The Red Shoes).
One of Our Aircraft Is Missing fa parte di un gruppo di film inglesi di guerra considerati "memorabili, compiuti e divertenti film realistici del periodo."
Nel 2014, One of Our Aircraft Is Missing fu incluso in un gruppo di film di guerra messi insieme e venduti per raccogliere fondi a favore dell'organizzazione dei veterani della Royal British Legion.

## Citazioni
One of Our Aircraft Is Missing è citato nell'episodio "The Lion Has Phones" di Dad's Army. Quando Lance-Caporale Jones prova a chiamare il Quartier militare GHQ, erroneamente chiama il cinema, il cui operatore gli dice che la proiezione è in corso. Vengono anche citati Eric Portman e Googie Withers. Un poster per il film è proiettato al cinema. Corrispondentemente, nell'episodio di Dad's Army, "Time on My Hands", Pike sa come aprire un paracadute poiché, egli dice, ciò si è visto in One of Our Aircraft Is Missing. Anche l'episodio "Sons of the Sea" (Figli del mare) contiene numerosi elementi di questo film.
Nel film con James Bond Dalla Russia con amore, dopo aver eliminato un elicottero da attacco inviato dalla SPECTRE, l'agente 007 osserva, "Direi che uno dei loro velivoli è mancante". 
Il titolo è parodiato da molte altre opere:
- "One of Our Trunks Is Missing", 1962 episodio di The Adventures of Rocky and Bullwinkle and Friends
- "One of Our Engines Is Missing", 1963 episodio di McHale's Navy
- "One of Our Moose Is Missing", 1964 episodio di My Three Sons
- "One of Our Dogs Is Missing", 1965 episodio di Lost in Space
- "One of Our Assemblymen Is Missing", 1966 episodio di Green Acres
- One of Our Spies Is Missing, 1966 film
- "One of Our Shells Is Missing", 1967 episodio di Gomer Pyle, U.S.M.C.
- "One of Our Olives Is Missing", 1967 episodio di Get Smart
- "One of Our Bottles Is Missing", 1967 episodio di I Dream of Jeannie
- "One of Our Chickens Is Missing", 1969 episodio di Petticoat Junction
- "One of Our Probes Is Missing", 1972 episodio di Search
- "One of Our Planets Is Missing", 1973 episodio di Star Trek: The Animated Series
- "One of Our Running Backs is Missing", 1975 episodio di The Six Million Dollar Man
- One of Our Dinosaurs Is Missing, 1975 film
- "One of Our Pylons Is Missing", 1975 episodio di Land of the Lost
- "One of Our Sweathogs Is Missing", 1975 episodio di Welnella parte di Back, Kotter
- "One of Our Zeppelins Is Missing", 1976 episodio di Switch (American TV series)
- "One of Our Chiefs Is Missing", 1978 episodio di Carter Country
- "One of Our Submarines", 1982 Thomas Dolby canzone, che contiene il verso "One of our submarines is missing..."
- "One of Our Fruit Machines Is Missing", 1986 canzone di Nik Kershaw
- "One of Our Spiders Is Missing", 2001 episodio di Bill and Ben
- One of Our Thursdays Is Missing, 2011 romanzo di Jasper Fforde
- One of Our Jeans Is Missing, 2016 romanzo di Paul Charles